# Halesø
Halesø är en sjö i Danmark.   Den ligger 5 km öster om Møldrup i Viborgs kommun, Region Mittjylland. Halesø ligger 25 meter över havet. Trakten runt Halesø består till största delen av jordbruksmark.